# Département d'Ullum
Le département d'Ullum est une des 19 subdivisions de la province de San Juan, en Argentine. Son chef-lieu est la ville de Villa Ibáñez.
Le département a une superficie de 4 391 km2. Sa population s'élevait à 4 490 habitants au recensement de 2001.

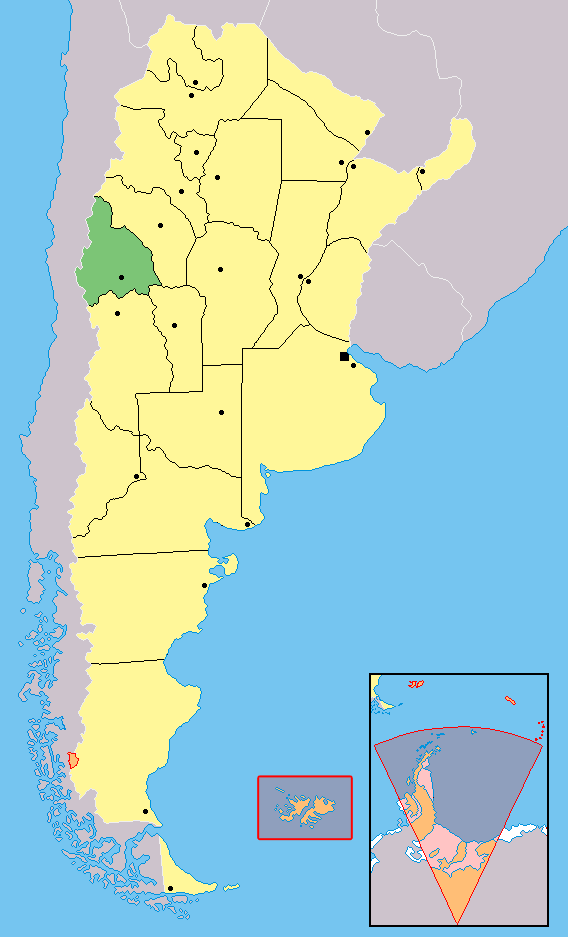
Localisation de la province de San Juan en Argentine